# Jakub Popławski
Jakub Popławski (* +14. června 1989 Mińsk Mazowiecki) je polský hráč fotbalu amputovaných, hrál jako brankář v Legii Varšava. Má nejvíce ocenění brankáře sezóny v polské lize (vítěz v letech 2016, 2017, 2018 a 2020). V roce 2019 (3. místo) a 2021 (2. místo) s klubem hrál Ligu mistrů.
V roce 2012 debutoval za reprezentaci. Zúčastnil se Mistrovství světa 2018, na Mistrovství Evropy 2017 a Mistrovství Evropy 2021 dopomohl k zisku bronzové medaile.
Od sezóny 2023 trénuje Legii Varšava. Byl mu udělen Stříbrný kříž za zásluhy.